# Pseudojuloides severnsi
Pseudojuloides severnsi es una especie de peces de la familia Labridae en el orden de los Perciformes.

## Morfología
Los machos pueden llegar alcanzar los 9,2 cm de longitud total.

## Distribución geográfica
Se encuentra en Sri Lanka, las Islas Ryukyu e Indonesia.